# Rocha solúvel
Rocha solúvel é uma rocha que sofreu intemperismo químico produzindo pouco resíduo insolúvel (Karmann (2000), pg 130).
As principais rochas solúveis são as carbonáticas, constituídas principalmente de calcita ou dolomita. Essas rochas ao sofrerem corrosão química se dissociam em íons Ca++ ou Mg++ e CO3-, que podem se combinar em bicarbonatos ou permanecer dissolvidos na água em forma iônica.